# Sven Slättengren
Sven Emil Jörgen Slättengren, född den 4 juli 1943 i Värnamo, Småland, död 22 mars 2020 i Värnamo, Småland, var en svensk underhållare, komiker och revyartist. 
Sven Slättengren var en välkänd nöjesprofil i Småland. Han var under flera år "revypappa" i Värnamo där han svarade för årliga nyårsrevyer. Komikerparet Stefan & Krister började sin revykarriär i Slättengrens revyer. Slättengren var även känd för att arrangera allsång i Värnamo. Han var imitatör och har framträtt som sådan i radio och TV. År 1981 spelade han i Hagges revy på Lisebergsteatern i Göteborg.
I början av 1980-talet levde han tillsammans med revy-primadonnan Agneta Lindén.